# Декартов лист
Декартов лист е вид равнинна алгебрична крива, с уравнение в декартови координати:
{\displaystyle x^{3}+y^{3}=3axy} при {\displaystyle a\neq 0}
и в полярни координати:
{\displaystyle r={\frac {\sin 2\varphi }{\sin ^{3}\varphi +\cos ^{3}\varphi }}},
където {\displaystyle \varphi } e ъгълът между радиус-вектор към точка от кривата и абсцисната ос.
Декартовият лист има параметрично представяне:
{\displaystyle {\begin{cases}x={\dfrac {3at}{1+t^{3}}}\\y={\dfrac {3at^{2}}{1+t^{3}}}\end{cases}}},
където {\displaystyle t} е тангенсът на ъгъла между радиус-вектора и абсцисната ос.
Кривата е симетрична относно правата y = x. Ролята на нейна асимптота играе правата g = -x – a. В точка O декартовият лист има двойна точка и допирателните в нея са координатните оси.
Лицето на областта, заградено от примката, е равно на лицето на областта между кривата и асимптотата. Заедно те са равни на {\displaystyle S={\frac {3}{2}}a^{2}}.
Декартовият лист е частен случай при {\displaystyle n=0} на по-широк клас криви с уравнение {\displaystyle x^{3}+y^{3}=3axy-n}. При {\displaystyle n<0} кривата се разпада на две части, като примката се обособява в отделна затворена равнинна крива, а при {\displaystyle n>0} примката и точката на самопресичане изчезват.
Кривата е въведена и първо изследвана от Рене Декарт през 1638 г., става известна от кореспонденция между Декарт и Ферма. Декарт е изследвал основно примката, а пълната форма на кривата е определена през 1692 г. от Кристиан Хюйгенс и Йохан Бернули. Декарт използва названието „лист“ (feuille), а названието „Декартов лист“ е наложено от Даламбер.